# Чип и Дейл спешат на помощь (комиксы, 2010)
«Чип и Дейл спешат на помощь» (англ. Chip 'n Dale Rescue Rangers) — серия комиксов о Чипе и Дейле, персонажах мультсериала «Чип и Дейл спешат на помощь», состоящая из 8 выпусков (2 арки по 4 выпуска в каждой).

## История публикации
Решение о начале публикации серии было принято издателем после неожиданного успеха серии комиксов о Чёрном Плаще. Выпуск начался в декабре 2010 года, однако после 8 номера, изданного в июле 2011 года, серия была закрыта.
Заявления со стороны студии так и не последовало, хотя на форуме официального сайта «Boom! Studios» поклонники серии получили лишь следующий комментарий в ответ на вопрос, почему в графике релизов нет сроков доставки на август 2011 года: «Серия закрыта. В наших планах более не значится выпуск новых комиксов серии». Кроме того, на официальном сайте отсутствует информация о журналах.
После окончания выпуска серии, студия издала все восемь выпусков в 2-х томах:
- Chip 'N' Dale Rescue Rangers: Worldwide Rescue (#1-4)[5]
- Chip 'N' Dale Rescue Rangers, Vol.2: Slipin' Through The Cracks (#5-8)[6]

## Персонажи
Первая арка:
- Команда спасателей: Чип и Дейл, Гайка, Рокфор и Вжик
- Толстопуз и его банда: 
  - крот Крот
  - кот Мэппс
  - крыса Снаут
  - ящерица Бородавка
- Профессор Фу-фу — учёный кролик, вынужденный помогать Толстопузу
- Летучая мышь Фоксглав, подруга Спасателей
- Летучая мышь Иглвуд, отец Фоксглав, предводитель стаи
- Гиго, отец Гайки, изобретатель «С.С.З.»
- Чарли Чеддер, отец Рокки
- Кэйти Камамбер, мать Рокки
- Мыши-пираты, друзья Спасателей

Вторая арка:
- Команда спасателей: Чип и Дейл, Гайка, Рокфор и Вжик
- «Опасная команда»:
  - Орго — громила черепаха
- Летучая мышь Фоксглав
- Нортон Нимнул — злодейский учёный-изобретатель
- Эд Бергвуд - турист со своей семьёй

## Сюжет

### Worldwide Rescue
| № | Название                 | Дата выхода  | Примечания |
| --- | ------------------------ | ------------ | ---------- |
| |                          |              |            |
| 1 | Worldwide Rescue, Part 1 | декабрь 2010 | [ 7 ]      |
| По всему миру возросла агрессия со стороны животных, и Рокфор заподозрил, что кто-то управляет ими при помощи «С.С.З.» — «Сигнала Спасения Зверей». При помощи этого устройства животные, находящиеся в опасности, получают особый сигнал, который прибавляет им сил. Рокки рассказывает друзьям, при каких обстоятельствах он познакомился с Гиго, отцом Гайки. Именно он и его друзья изобрели «С.С.З.». Однако он боялся, что кто-то воспользуется изобретением в злых целях, поэтому разбил супер-ключ от «С.С.З.» на четыре части и попросил молодого Рокки спрятать их в разных частях света. Одну из частей ключа, спасатели находят в старом канализационном туннеле, населённом кровожадными крокодилами. Между тем, читатели узнают, что за всем происходящим стоит не кто иной, как царь преступного мира, кот Толстопуз. Заполучив первую часть ключа, Спасатели отправляются на поиски карты, которую составил Рокки, чтобы не забыть, где спрятан следующий кусок. На пиратском корабле их берут в плен друзья-пираты, находящиеся под действием сигнала. |                          |              |            |
| |                          |              |            |
| 2 | Worldwide Rescue, Part 2 | январь 2011  | [ 8 ]      |
| Выбравшись с пиратского корабля, друзья отправляются в Бразилию, где в одной из пещер спрятана часть ключа. Между Чипом и Рокки разгорается спор — Чип хочет прекратить этим манипуляции с «С.С.З.», в то время как Рокки считает, что пришло время животным постоять за себя. Между тем, в пещере друзья встречают летучую мышь по имени Иглвуд, отца Фоксглав. В этот момент Толстопуз, обнаружив спасателей, передаёт сигнал Иглвуду и его стае, которые спешно покидают пещеру. Иглвуд нападает на человека, у которого в руках оказалось оружие. Дейл убит горем, однако не время предаваться печали: Спасатели находят второй кусок ключа! |                          |              |            |
| |                          |              |            |
| 3 | Worldwide Rescue, Part 3 | февраль 2011 | [ 9 ]      |
| Команда Спасателей прибывает в Арктику, где стая белых медведей, чуть было не съела полярников! Друзья быстро находят следующую часть, но сейчас перед ними стоит другая важная задача — Толстопуз натравил медведей на базу, переполненную людьми. Гайка решает, что если один сигнал может управлять сознанием животных, то другой сможет блокировать его! Оказавшись в ловушке в одной из комнат, Рокки рассказывает Гайке, что её отец не уничтожил изобретение, так как хранил надежду на то, что с его помощью он сможет сделать мир лучше! И пока Вжик отвлекает внимание медведей, Гайка находит нужную волну, с помощью которой может блокировать сигнал «С.С.З.», для этого Вжик отправляется в центр северного полюса, где крохотная мушка становится маяком для положительного сигнала электромагнитного поля — сигнал передаётся в мозг медведей! Между тем, Чип начинает понимать, кто стоит за этими событиями. |                          |              |            |
| |                          |              |            |
| 4 | Worldwide Rescue, Part 4 | март 2011    | [ 10 ]     |
| Спасатели прибывают в Австралию, где в родном доме Рокки оставил своих родителей. Однако дом на берегу пустует, так как стая разгневанных крабов похитила родителей Рокфора. Спасая их, команда героев вынуждена отбиваться от животных, и в итоге они спасают папу и маму Рокки и получают последнюю деталь супер-ключа. Собрав его, они находят вход в тайную лабораторию создателей «С.С.З.», где героев уже поджидает Толстопуз. С помощью изобретения профессора Фу-Фу, позволяющего перемещаться в пространстве в мгновенье ока, Толстопуз заманивает Спасателей в ловушку. Он включает сигнал и натравливает Спасателей друг на друга. Однако, почуяв сыр, Рокки приходит в себя и выводит из транса друзей. Гайка отключает сигнал, а Толстопуз и его сообщники вынуждены отбивать от стаи крабов! |                          |              |            |
| |                          |              |            |

### Slipin' Through The Cracks
| № | Название                       | Дата выхода | Примечания |
| --- | ------------------------------ | ----------- | ---------- |
| |                                |             |            |
| 5 | Stranger Danger                | апрель 2011 | [ 11 ]     |
| После спасения мира от коварных планов Толстопуза, команда спасателей получает письма с просьбами о помощи со всего мира. Неожиданно спокойное утро в штабе спасателей нарушает шум, вызванный огромной машиной, управляемой таинственными незнакомцами, которые чуть было не погубили соседей спасателей — обитателей леса. Пока команда пытается остановить злодеев, Гайка придумывает изобретение, способное помочь им в этом. Чип и Дейл пытаются убедить семью туристов в том, что находится в лесу небезопасно, когда появляются двое незнакомцев, уверяющих, что спасатели врут и лишь хотят отослать их в кемпинг по-дороже, предлагая свои услуги. Между тем, Рокки столкнулся с головорезом, управляющим машиной, который назвал себя и своих напарников «Опасной командой». Рокки едва не погибает, но Гайка вовремя приходит на помощь друзьям, однако бандитам удаётся скрыться. |                                |             |            |
| |                                |             |            |
| 6 | Spine Triangle                 | май 2011    | [ 12 ]     |
| Богатый мышь-бизнесмен обращается к Спасателям за помощью: некий злодей похитил его дочь. Однако Чип и Дейл чувствуют подвох во всей этой истории. Как только герои берутся за дело, в борьбу с ними вступает банда до зубов вооружённых ниндзя. |                                |             |            |
| |                                |             |            |
| 7 | Ask A Ninja To Stop Chasing Me | июнь 2011   | [ 13 ]     |
| Миссия Чипа и Дейла по спасению полностью выходит из-под контроля, когда герои понимают, что окружены стаей разъярённых дикобразов-головорезов. Между тем, Гайка и Рокфор оказываются в не менее затруднительном положении, а бесценное время всё уходит. |                                |             |            |
| |                                |             |            |
| 8 | Rescue Rangers Away            | июль 2011   | [ 14 ]     |
| Всё происходящее с командой спасателей связано, ничто не случается просто так. В финальной части серии о головокружительных приключениях Чипа и Дейла, читатели узнают, что враг, до сих пор остававшийся в тени, манипулировал каждым шагом героев. Но кто ответственен за происходящее, и какие мотивы двигали им? |                                |             |            |
| |                                |             |            |